# Reserva natural de Surinam Central
La Reserva Natural de Surinam Central fue designada por la Unesco sitio del Patrimonio de la Humanidad en el año 2000 por su prístina selva tropical y por la riqueza de su ecosistema. La reserva tiene una extensión de 16.000 kilómetros cuadrados, tanto de montañas como de llanuras.